# God is our Refuge (Mozart)

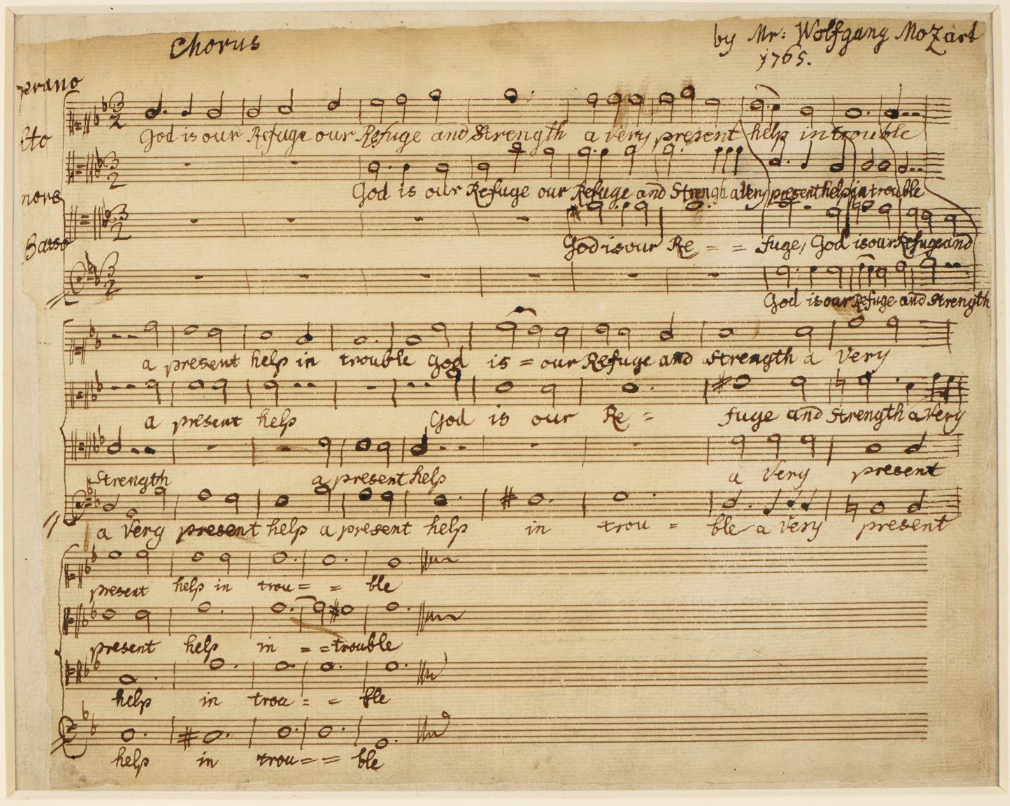
Manuscrit original de God is our Refuge conservé à la British Library

God is our Refuge en sol mineur, KV 20, est un motet de Wolfgang Amadeus Mozart, composé à Londres en juillet 1765, quand le compositeur avait neuf ans. Leopold Mozart, a offert le manuscrit original à la British Library, institution qui a exprimé son remerciement dans une lettre datée du 19 juillet 1765.

## Structure
L'œuvre comprend vingt-trois mesures, jouées à 
. Elle est basée sur le texte en anglais du Psaume 46:1. Les quatre voix entrent successivement toutes les deux mesures.
La pièce est écrite pour chœur mixte (sopranos, altos, ténors et basses).
- Durée de l'interprétation : environ 2 minutes.

## Texte anglais du psaume
God is our refuge, 

our refuge and strength,

a very present help in trouble, 

a present help in trouble.